# Tarata (Bolívia)
Tarata é uma cidade da Bolívia, situada no Departamento de  Cochabamba. Capital da província de  Esteban Arce, sua população em 2012 foi estimada em  8.242 habitantes.